# Turn Me On (Canción de Mark Dinning)
«Turn me on» («Excítame») es una canción compuesta por John D. Loudermilk que fue grabada y publicada por primera vez por Mark Dinning en 1961, como el lado B de su sencillo "Lonely Island". Otras versiones notables son las de Nellie Rutherford y Nina Simone. Norah Jones publicó su versión como el último sencillo de su álbum debut Come Away with Me. La canción también fue actuada por Shelby Dressel durante su audición en American Idol.  Se ha dicho que Turn me on influyó la composición de Bird on the Wire, canción de 1969 compuesta por Leonard Cohen.

## Versión de Norah Jones
La versión de Jones es la séptima pista de su álbum debut. También aparece en la película Love Actually y está en el álbum de su banda sonora.